# Schnakenwerder
Schnakenwerder ist eine Untiefe im Greifswalder Bodden, westlich der Insel Vilm.

## Geschichte
Ursprünglich eine Insel, ist sie auf den schwedischen Matrikelkarten 1692–1709 wie auch auf Caspar David Friedrichs Werk „Landschaft mit Regenbogen“, entstanden um 1810, noch als solche zu erkennen. Um diese Zeit beschreibt Johann Jacob Grümbke Schnakenwerder als „kleinen buschigen Erdfleck“, gelegen nordwestlich des Wendeholzes, zwischen großen und kleinen Vilm. Noch in der Zeit um 1700 umfasste die Oberfläche der Insel etwa einen Hektar.
Laut einer Erzählung nach Alfred Haas wurde die Insel in den 1840er Jahren bei einer Schachpartie zwischen dem König von Dänemark und der Fürstin zu Putbus als Preis gesetzt. Der König Dänemarks setzte wiederum einen kleinen Sandwerder nahe der Insel Moen. Die Partie ging für die Fürstin verloren und die Insel in den Besitz des Königs von Dänemark.  Für den Zeitraum Mitte des 19. Jahrhunderts genügte der Schnakenwerder noch als Sommerweide für eine Stute samt Fohlen. Im Herbst 1858 stürzte die letzte noch auf der Insel stehende große Eiche um. Eine Zeitlang verblieb auf der Insel als Bewuchs noch etwas Gestrüpp.
Durch Sturmhochwasser und Erosion scheint sie, ebenso wie der Stubber, bis spätestens Anfang des 20. Jahrhunderts vom Greifswalder Bodden überspült worden zu sein. Am 24. Oktober 1945 lief der mit Munition beladene Finowmaßkahn Nr. 139 des Schiffers Max Daberkow auf die Untiefe und explodierte; es kamen alle 81 an Bord befindlichen Menschen ums Leben. Aufgrund der Gefährdung durch Altmunition ist das Gebiet um Schnakenwerder daher auf Karten des Bundesamtes für Seeschifffahrt und Hydrologie als Sperrgebiet gekennzeichnet.